# Diagramma ferro-carbonio

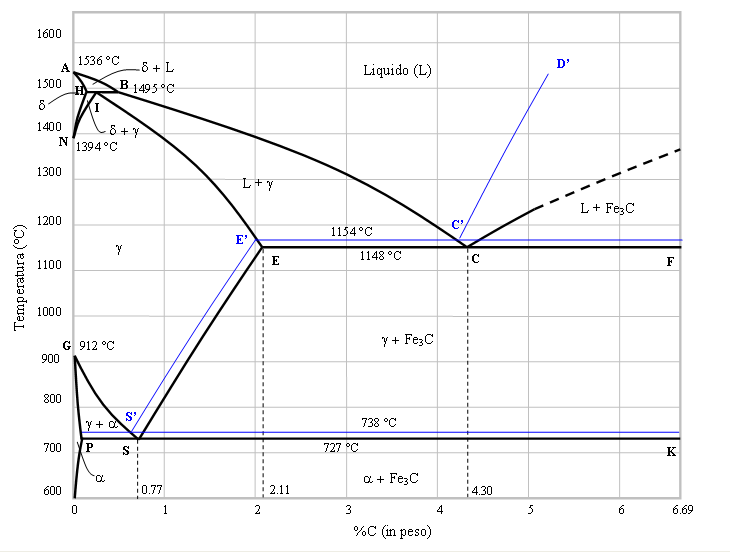
Diagramma di stato ferro-carbonio.

Il diagramma di stato ferro-carbonio è un particolare diagramma di fase che descrive le strutture di equilibrio delle principali leghe ferro-carbonio (acciaio e ghisa).
Nella forma in cui viene presentato solitamente, il diagramma ferro-carbonio presenta un composto interstiziale di formula Fe3C (carburo di ferro) comunemente chiamato cementite. La porzione del diagramma che si prende in considerazione è quella con un contenuto di carbonio corrispondente alla composizione stechiometrica della cementite (6.69% in peso) (per questo sarebbe più appropriato parlare di diagramma ferro-cementite). Difatti la porzione che interessa dal punto di vista tecnologico (di pertinenza dell'acciaio e della ghisa) coinvolge percentuali di carbonio ben al di sotto di questo limite (in genere non si supera il 4%). Nel diagramma si assume inoltre per semplicità che la grafite sia completamente solubile nel ferro fuso, anche se di fatto tale solubilità è limitata al 5%.
La cementite è in realtà un composto metastabile, mostrando la tendenza a decomporsi secondo la reazione:
Fe3C → 3Fe + C
per dare ferro e grafite.
Il vero diagramma di equilibrio termodinamico è perciò il diagramma ferro-grafite (le cui linee di trasformazione sono rappresentate in blu nella figura 1). Tuttavia la reazione di decomposizione procede in maniera estremamente lenta tale da non avere rilevanza pratica nelle normali condizioni ambientali. Seppure il diagramma ferro-grafite rappresenti quindi il diagramma stabile da un punto di vista termodinamico, la sua osservanza richiederebbe velocità di raffreddamento molto lente, lontane da quelle adottate nei comuni processi tecnologici. È per questo che si assume sempre come diagramma di riferimento il diagramma ferro-cementite (e a questo ci si riferisce quando si parla di diagramma ferro-carbonio). La presenza della grafite si rileva solo nelle leghe ad alto tenore di carbonio (2-4% ghise) grazie anche alla presenza di elementi promotori della sua formazione quale il silicio.

## Le fasi delle leghe ferro-carbonio
Il ferro puro (che in natura non esiste), allo stato solido presenta tre forme allotropiche:
- ferro α: struttura cristallina cubica a corpo centrato (CCC o bcc) con costante di cella 2.86 Å, stabile fino a 911 °C.
- ferro γ: struttura cristallina cubica a facce centrate (CFC o fcc) con costante di cella 3.65 Å, stabile tra 911 °C e 1392 °C.
- ferro δ: struttura cristallina cubica a corpo centrato (CCC o bcc) con costante di cella 2.93 Å, stabile tra 1392 °C e 1536 °C (temperatura di fusione).

Queste tre forme allotropiche del ferro sono in grado, in misura diversa, di dar luogo a soluzioni solide con il carbonio, oltre che combinarsi con questo per formare la cementite. Nel diagramma le fasi presenti sono quindi le seguenti:
- Fase α: Ferrite. È la soluzione interstiziale formata da piccole quantità di carbonio nel reticolo CCC del ferro α. La presenza di atomi di carbonio nel reticolo CCC del ferro α produce delle notevoli distorsioni, per questo la solubilità del carbonio nel ferro α è molto limitata (come si evince dal diagramma) e può raggiungere un valore massimo dello 0.022% (a 723 °C).
- Fase γ: Austenite. È la soluzione solida interstiziale del carbonio nel ferro γ (CFC). La struttura cristallina del ferro γ, favorisce una maggiore solubilità del carbonio, dal diagramma si nota infatti un campo di stabilità dell'austenite decisamente più ampio
- Fase δ: Ferrite δ. È la soluzione interstiziale del carbonio nel ferro δ (CCC). Valgono per questa fase considerazioni analoghe a quelle fatte sulla ferrite α. La maggiore costante di cella consente tuttavia un lieve aumento della solubilità del carbonio.
- Fase Fe3C: Cementite. È il composto intermetallico di cui si è già parlato sopra.

## Le trasformazioni invarianti
Nel diagramma di stato ferro-carbonio vi sono tre trasformazioni invarianti (ovvero a temperatura e composizioni percentuali costanti):
1. eutettica, che avviene a 1147 °C e 4,30% di carbonio schematizzata nel seguente modo:
Liquido → austenite + cementite (miscela che prende il nome di ledeburite)
2. peritettica, che avviene 1495 °C e 0,16% di carbonio schematizzata nel seguente modo:
Liquido + ferrite δ → austenite
3. eutettoidica, che avviene a 727 °C e con 0,76% di carbonio schematizzata nel seguente modo:
Austenite → ferrite α + cementite. (miscela che prende il nome di perlite)

## La solidificazione
Avviene in 2 stadi: il primo è detto nucleazione, nel quale si generano i primi germi di solidificazione, mentre il secondo è l'accrescimento, momento in cui i germi crescono diventando grani cristallini.
A seconda della velocità di raffreddamento si possono ottenere strutture a grane più o meno fini. Più la velocità di raffreddamento è elevata più prevale la nucleazione sull'accrescimento e quindi i germi, non avendo il tempo di crescere, restano di dimensioni ridotte creando strutture a grana fine; viceversa più la velocità di raffreddamento è lenta più i germi hanno tempo per crescere dando così origine ad una struttura a grani più grossi.
Le strutture a grana fine favoriscono le proprietà meccaniche a temperature basse, poiché i bordi di grano costituiscono un ostacolo al movimento delle dislocazioni, come spiegato dalla legge di Affinamento del grano, mentre strutture a grana grossa o, al limite, monocristalli, migliorano la resistenza del materiale a creep in alta temperatura.
La solidificazione è il momento in cui una sostanza raggiunge lo stato solido ad una determinata temperatura. Durante questa il materiale solidifica secondo un reticolo cristallino che però può presentare dei difetti quali:
- vacanze: mancanza di diversi atomi nella struttura cristallina;
- atomo sostitutivo: un atomo si sostituisce ad un altro che abbia circa le stesse dimensioni;
- atomo interstiziale: degli atomi con grandezza inferiore si interpongono tra gli altri del reticolo creando delle tensioni interne e quindi delle distorsioni (ad esempio negli acciai il carbonio tra gli atomi di ferro è presente in forma interstiziale);
- dislocazioni: una o più file di atomi all'interno del reticolo vengono a mancare, provocando deformazioni.

Questi difetti provocano distorsioni ed aumentano il carico di rottura a trazione e la durezza del materiale.

## Le parti del diagramma ferro-carbonio
Il diagramma Fe\C è diviso in 3 parti:
- la PARTE SUPERIORE è la parte del metallo allo stato liquido
- la PARTE INTERMEDIA è la parte del metallo liquido in equilibrio con il solido
- la PARTE INFERIORE rappresenta il comportamento del metallo solido al variare della percentuale di Carbonio 

### Strutture non previste nel diagramma Fe\C
Nel diagramma ferro-carbonio non sono comprese tutte le strutture cristalline che si possono formare in un acciaio. Le strutture non previste sono:
1. Troostite - struttura che si ottiene con raffreddamenti abbastanza veloci, composta da perlite alternata a lamelle di ferrite e cementite e che si presenta simile alla perlite stessa.
2. Bainite superiore e inferiore - entrambe composte da ferrite contenente particelle di cementite più o meno fortemente suddivise. La superiore si forma a temperatura più alta rispetto a quella inferiore. La superiore si presenta con struttura tondeggiante, ha una durezza molto alta, più alta della perlite ma più bassa rispetto alla bainite inferiore, si lavora difficilmente alle macchine utensili. L'inferiore si presenta con struttura aciculare, le particelle di cementite sono così piccole che a volte non sono visibili nemmeno al microscopio, il più delle volte si trova insieme alla martensite ed è anch'essa difficilmente lavorabile a macchina utensile.
3. Martensite - la martensite è una struttura cristallina che si forma partendo dall'austenite delle leghe ferro-carbonio in seguito ad un rapido raffreddamento. Deve la sua durezza alla presenza di particelle di carbonio che, in seguito al crollo a bassa temperatura della solubilità di C nella ferrite ora diventata martensite, non riesce a diffondere per formare altre fasi rimanendo intrappolato nel reticolo tetragonale della martensite. Tale configurazione produce delle tensioni elastiche nel reticolo cristallino determinando il rafforzamento tipico della fase martensitica.
4. Sorbite - la sorbite è una struttura cristallina che si ottiene portando la martensite a circa 500 °C e raffreddandola nuovamente in modo lento. Questa struttura presenta una buona durezza ma anche una discreta resilienza, inoltre ha una buona resistenza a trazione. Questa struttura è la più ricorrente negli acciai da ricostruzione.